# TvN Asia
tvN Asia原為tvN Southeast Asia及Channel M，針對亞洲播放的電視頻道，由Mnet媒體和新闻集团旗下星空传媒（现时的迪士尼传媒集团 (亚太)）共同創辦，於2009年10月26日開播。该频道提供了各种各样的节目组合，从 tvN，Mnet，O'live，Champ TV（动画频道），OCN，MBN，TVING，和 tvBlue，包括由 CJ E&M 等。

## 歷史

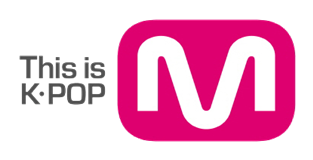
Channel M時期台徽

2009年10月26日，tvN東南亞版本「tvN Southeast Asia」開播。
2012年11月23日更名為Channel M。
2016年6月3日正午12時，Channel M再度改名為tvN Asia。
2017年6月4日，tvN Asia新加坡版本開播，率先與韓國同步播出Duel影集。
2017年7月4日，tvN Asia第二次與韩国同步播放戲劇河伯的新娘 2017（tvN Asia早在2016年11月7日起，第一次與韓國同步播出的戲劇為Entourage）。
2017年8月13日，tvN Asia馬來西亞版本開播，與新加坡同步，率先與韓國同步播出的戲劇為名不虛傳（8月13日起），其后参见與韓國同步播放影劇。
2018年7月16日，tvN Asia的印尼至尊版本開播，與新加坡和馬來西亞同步(除了神的测验5)，但播出時間比當地慢1小時，只限當地收費電視台TransVision (321頻道)、MyRepublic (46頻道)、NexMedia (311頻道)播放，其餘4間收費電視繼續沿用原有版本，稍後將陸續在其他地區如香港、台灣和泰國提供和韓國零時差隔日播放韓劇。
2018年9月11日，tvN Asia的印尼至尊版本独家与韩国24小时内播出百日的郎君、鸡龙仙女传、成为王的男人。
tvN Asia大部分節目由Mnet媒體、CJ E&M及tvN製作。

## 紧贴韩国播出剧集及综艺
- 印尼版本有分普通版本与尊贵版本，播出的节目会有所不同。
- 有此"♤"为尊贵版本，"♡"为普通版本。
- 约2019年年尾，印尼统一尊贵版本播出。
- 2021年12月15日，菲律宾地区统一新加坡尊贵版本播出，目前菲律宾只限手机app播出尊贵版本。

| 日期                                                                           | 播出時间 | 剧集                      | 集数                      | 地区                                                                                      |
| ------------------------------------------------------------------------------ | --- | ------------------------- | ------------------------- | ----------------------------------------------------------------------------------------- |
| 2016年11月7日 - 2016年12月27日                                                 | 星期一、二 21:15                                                                                                   | 明星伙伴                  | 16                        | 香港 · 臺灣 · 马来西亚 · 新加坡 · 印度尼西亞♤♡ · 菲律賓 · 緬甸 · 泰國 · 柬埔寨 · 斯里蘭卡 |
| 2017年6月4日 - 2017年7月24日                                                   | 星期日、一 21:50                                                                                                   | Duel                      | 16                        | 新加坡                                                                                    |
| 2017年7月4日 - 2017年8月23日                                                   | 星期二、三 21:50                                                                                                   | 河伯的新娘 2017           | 16                        | 香港 · 臺灣 · 马来西亚 · 新加坡 · 印度尼西亞♤♡ · 菲律賓 · 緬甸 · 泰國 · 柬埔寨 · 斯里蘭卡 |
| 2017年8月13日 - 2017年10月2日                                                  | 星期日、一 21:50                                                                                                   | 名不虚传                  | 16                        | 马来西亚 · 新加坡                                                                         |
| 2017年10月15日 - 2017年12月11日                                                | 星期日、一 21:50                                                                                                   | Black                     | 18（16+2）                | 马来西亚 · 新加坡                                                                         |
| 2017年12月17日 - 2018年2月5日                                                  | 星期日、一 21:50                                                                                                   | 坏家伙们：恶的都市        | 16                        | 马来西亚 · 新加坡                                                                         |
| 2018年1月25日 - 2018年3月16日                                                  | 星期四、五 21:50                                                                                                   | 母亲                      | 16                        | 马来西亚 · 新加坡                                                                         |
| 2018年3月22日 - 2018年5月18日                                                  | 星期四、五 21:50                                                                                                   | 我的大叔                  | 16+1（特辑）              | 马来西亚 · 新加坡                                                                         |
| 2018年6月7日 - 2018年7月27日                                                   | 星期四、五 21:50                                                                                                   | 金秘书为何那样            | 16                        | 新加坡 · 马来西亚 · 印度尼西亞♤（2018年7月16日起啟用尊貴版本）                            |
| 2018年8月2日 - 2018年9月21日                                                   | 星期四、五 21:50                                                                                                   | 认识的妻子                | 16                        | 新加坡 · 马来西亚 · 印度尼西亞♤                                                           |
| 2018年8月30日 -2018年9月20日                                                   | 星期四 20:35（8月30日及9月6日） 星期四 23:05（9月13日 - 9月20日）                                                  | 刘在街头                  | 12（独家24小时内试播4集） | 香港 · 臺灣 · 马来西亚 · 新加坡 · 印度尼西亞♤♡ · 菲律賓 · 緬甸 · 泰國 · 柬埔寨 · 斯里蘭卡 |
| 2018年9月11日 - 2018年10月31日                                                 | 星期二、三 20:50(UTC+7)                                                                                            | 百日的郎君                | 16                        | 印度尼西亞♤                                                                               |
| 2018年9月30日－2018年11月12日                                                  | 星期日、一 21:50                                                                                                   | 玩家                      | 14                        | 新加坡 · 马来西亚 · 印度尼西亞♤                                                           |
| 2018年11月6日 - 2018年12月26日                                                 | 星期二、三 20:50(UTC+7)                                                                                            | 鸡龙仙女传                | 16                        | 印度尼西亞♤                                                                               |
| 2018年11月15日 - 2019年1月11日                                                 | 星期四、五 20:35                                                                                                   | 神的测验5                 | 16                        | 新加坡 · 马来西亚                                                                         |
| 2018年11月29日 - 2019年1月25日                                                 | 星期四、五 21:50                                                                                                   | 男朋友                    | 16                        | 新加坡 · 马来西亚 · 印度尼西亞♤                                                           |
| 2019年1月8日 - 2019年2月27日                                                   | 星期二、三 20:50(UTC+7)                                                                                            | 成为王的男人              | 16                        | 印度尼西亞♤                                                                               |
| 2019年2月7日 - 2019年3月29日                                                   | 星期四、五 21:50                                                                                                   | 触及真心                  | 16                        | 新加坡 · 马来西亚 · 印度尼西亞♤                                                           |
| 2019年3月12日 - 2019年5月1日                                                   | 星期二、三 20:50(UTC+7)                                                                                            | 会读心术的那小子          | 16                        | 印度尼西亞♤                                                                               |
| 2019年4月11日 - 2019年5月31日                                                  | 星期四、五 21:50                                                                                                   | 她的私生活                | 16                        | 新加坡 · 马来西亚 · 印度尼西亞♤                                                           |
| 2019年5月4日 - 2019年7月20日                                                   | 星期六 17:05 | PRODUCE X 101             | 12                        | 香港 · 臺灣 · 马来西亚 · 新加坡 · 印度尼西亞♤♡ · 菲律賓 · 緬甸 · 泰國 · 柬埔寨 · 斯里蘭卡 |
| 2019年5月12日 - 2019年7月1日                                                   | 星期日、一 20:50(UTC+7)                                                                                            | 声音3                     | 16                        | 印度尼西亞♤                                                                               |
| 2019年6月6日 - 2019年7月26日                                                   | 星期四、五 21:50                                                                                                   | 請輸入檢索詞WWW           | 16                        | 新加坡 · 马来西亚 · 印度尼西亞♤                                                           |
| 2019年8月1日 - 2019年9月20日                                                   | 星期四、五 21:50                                                                                                   | 当恶魔呼喊你的名字时      | 16                        | 新加坡 · 马来西亚 · 印度尼西亞♤                                                           |
| 2019年8月27日 - 2019年10月16日                                                 | 星期二、三20:50(UTC+7)                                                                                             | 伟大的Show                | 16                        | 印度尼西亞♤                                                                               |
| 2019年9月26日 - 2019年11月15日                                                 | 星期四、五 21:50                                                                                                   | 李小姐                    | 16                        | 新加坡 · 马来西亚 · 印度尼西亞♤                                                           |
| 2019年10月22日 - 2019年12月11日                                                | 星期二、三20:50(UTC+7)                                                                                             | 抓住幽灵                  | 16                        | 印度尼西亞♤                                                                               |
| 2019年11月21日 - 2020年1月9日                                                  | 星期四、五 21:50                                                                                                   | 变態日记                  | 16                        | 新加坡 · 马来西亚 · 印度尼西亞                                                            |
| 2019年12月17日 - 2020年2月5日                                                  | 星期二、三20:50(UTC+7)                                                                                             | Black Dog                 | 16                        | 印度尼西亞                                                                                |
| 2020年1月16日 - 2020年3月6日                                                   | 星期四、五 21:50                                                                                                   | 金钱游戏                  | 16                        | 新加坡 · 马来西亚 · 印度尼西亞                                                            |
| 2020年2月11日 - 2020年3月18日                                                  | 星期二、三20:50(UTC+7)                                                                                             | 谤法                      | 12                        | 印度尼西亞                                                                                |
| 2020年3月12日 - 2020年5月1日                                                   | 星期四、五 21:50                                                                                                   | 超能警探                  | 16                        | 新加坡 · 马来西亚 · 印度尼西亞                                                            |
| 2020年5月14日 - 2020年7月3日                                                   | 星期四、五 21:50                                                                                                   | Oh My Baby                | 16                        | 新加坡 · 马来西亚 · 印度尼西亞                                                            |
| 2020年7月30日 - 2020年9月24日                                                  | 星期四、五 21:50                                                                                                   | 恶之花                    | 16                        | 新加坡 · 马来西亚 · 印度尼西亞                                                            |
| 2020年10月8日 - 2020年12月4日                                                  | 星期四、五 21:50                                                                                                   | 九尾狐传                  | 16                        | 新加坡 · 马来西亚 · 印度尼西亞                                                            |
| 2020年12月10日 - 2021年2月5日                                                  | 星期四、五 21:50                                                                                                   | 女神降臨                  | 16                        | 新加坡 · 马来西亚 · 印度尼西亞                                                            |
| 2020年12月13日 - 2021年2月14日                                                 | 星期日、一21:50 | 哲仁王后                  | 20                        | 新加坡 · 马来西亚 · 印度尼西亞                                                            |
| 2021年3月4日 - 2021年5月20日                                                   | 星期四、五 21:20                                                                                                   | Mouse                     | 20+2(番外篇)+2(特辑)      | 新加坡 · 马来西亚 · 印度尼西亞                                                            |
| 2021年4月2日 - 2021年6月4日                                                    | 星期五 22:35 | KINGDOM:传奇之战          | 10                        | 香港 · 臺灣 · 马来西亚 · 新加坡 · 印度尼西亞 · 菲律賓 · 緬甸 · 泰國 · 柬埔寨 · 斯里蘭卡   |
| 2021年6月3日 - 2021年7月23日                                                   | 星期四、五 21:20                                                                                                   | 我的室友是九尾狐          | 16                        | 新加坡 · 马来西亚 · 印度尼西亞                                                            |
| 2021年6月19日 - 2021年8月1日                                                   | 星期六、日 21:20                                                                                                   | 声音4                     | 14                        | 新加坡 · 马来西亚 · 印度尼西亞                                                            |
| 2021年7月4日 - 2021年8月23日                                                   | 星期日、一 22:35                                                                                                   | 恶魔法官                  | 16                        | 马来西亚 · 印度尼西亞                                                                     |
| 2021年8月5日 - 2021年9月10日                                                   | 星期四、五 21:20                                                                                                   | The Road：1的悲剧         | 12                        | 新加坡 · 马来西亚 · 印度尼西亞                                                            |
| 2021年9月23日 - 2021年11月                                                     | 星期四、五 21:20                                                                                                   | Hometown                  | 12                        | 新加坡 · 马来西亚 · 印度尼西亞                                                            |
| 2021年10月24日 - 2021年12月19日                                                | 星期日、一 21:20 (第1 - 4集) 星期日 21:20 (第5 - 6集) 星期六、日 21:20 (第7 - 12、14 - 16集) 星期六 23:05 (第13集) | 智异山                    | 16                        | 新加坡 · 马来西亚 · 印度尼西亞                                                            |
| 2021年11月6日 - 2021年12月12日                                                 | 星期六、日 22:35                                                                                                   | Happiness                 | 12                        | 新加坡                                                                                    |
| 2021年11月9日 - 2021年12月29日                                                 | 星期二、三 21:20                                                                                                   | 御史与祚怡                | 16                        | 马来西亚 · 印度尼西亞                                                                     |
| 2022年1月4日 - 2022年2月23日                                                   | 星期二、三 21:20                                                                                                   | Ghost Doctor              | 16                        | 马来西亚 · 印度尼西亞 · 新加坡 · 菲律賓                                                   |
| 2022年1月15日 - 2022年2月19日                                                  | 星期六 21:20 | 内科朴院长                | 12                        | 马来西亚 · 印度尼西亞                                                                     |
| 2022年3月1日 - 2022年4月20日                                                   | 星期二、三 21:20                                                                                                   | 军检察官多伯曼            | 16                        | 马来西亚 · 印度尼西亞 · 新加坡 · 菲律賓                                                   |
| 2022年3月10日 - 2022年4月29日                                                  | 星期四、五 21:20                                                                                                   | Kill Heel                 | 16                        | 马来西亚 · 印度尼西亞                                                                     |
| 2022年3月14日 - 2022年5月2日                                                   | 星期一 21:20 | 优越的一天                | 8                         | 马来西亚 · 印度尼西亞                                                                     |
| 2022年4月23日 - 2022年6月12日                                                  | 星期六、日 21:20                                                                                                   | 流星雨                    | 16                        | 马来西亚 · 印度尼西亞 · 新加坡 · 菲律賓                                                   |
| 2022年6月2日 - 2022年7月22日                                                   | 星期四、五 21:20                                                                                                   | 夏娃的丑闻                | 16                        | 马来西亚 · 印度尼西亞                                                                     |
| 2022年8月2日 - 2022年9月7日                                                    | 星期二、三 21:20                                                                                                   | 朝鲜精神科医师刘世丰      | 12                        | 马来西亚 · 印度尼西亞 · 新加坡 · 菲律賓                                                   |
| 2022年9月9日 - 2022年10月21日                                                  | 星期五 20:05 - 21:20 9月9日 18:50 - 21:20 两集连播                                                                 | 青春MT                    | 8                         | 香港 · 臺灣 · 马来西亚 · 新加坡 · 印度尼西亞 · 菲律賓 · 緬甸 · 泰國 · 柬埔寨 · 斯里蘭卡   |
| 2022年9月13日 - 2022年11月2日                                                  | 星期二、三 21:20                                                                                                   | 精神教练诸葛吉            | 16                        | 马来西亚 · 印度尼西亞                                                                     |
| 2022年12月2日 - 2023年1月6日                                                   | 星期五 22:30 | 离别的食谱                | 12                        | 香港 · 臺灣 · 马来西亚 · 新加坡 · 印度尼西亞 · 菲律賓 · 緬甸 · 泰國 · 柬埔寨 · 斯里蘭卡   |
| 2022年12月10日 - 2023年1月14日                                                 | 星期六 21:20 | 酒鬼都市女人们2           | 12                        | 马来西亚 · 印度尼西亞 · 新加坡 · 菲律賓                                                   |
| 2022年12月20日 - 2023年2月1日                                                  | 星期二、三 21:20                                                                                                   | Missing：他们存在过2      | 14                        | 马来西亚 · 印度尼西亞                                                                     |
| 2023年1月12日 - 2023年2月10日                                                  | 星期四、五 21:20                                                                                                   | 朝鲜精神科医师刘世丰2     | 10                        | 马来西亚 · 印度尼西亞 · 新加坡 · 菲律賓                                                   |
| 2023年1月20日 - 2023年3月3日                                                   | 星期五 22:35 | 票务代理梦之队            | 8                         | 香港 · 臺灣 · 马来西亚 · 新加坡 · 印度尼西亞 · 菲律賓 · 緬甸 · 泰國 · 柬埔寨 · 斯里蘭卡   |
| 2023年2月16日 - 2023年3月24日                                                  | 星期四、五 21:20                                                                                                   | 神聖的偶像                | 12                        | 马来西亚 · 印度尼西亞 · 新加坡 · 菲律賓                                                   |
| 2023年4月1日 - 2023年4月3日                                                    | 星期六至一 21:20                                                                                                   | 放学后战争活动(Part. 1)   | 6                         | 马来西亚 · 印度尼西亞 · 新加坡 · 菲律賓                                                   |
| 2023年4月13日 - 2023年5月19日                                                  | 星期四、五 21:20                                                                                                   | 盗贼：七个朝鲜通宝        | 12                        | 马来西亚 · 印度尼西亞 · 新加坡 · 菲律賓                                                   |
| 2023年4月22日 - 2023年4月23日                                                  | 星期六、日 21:20                                                                                                   | 放学后战争活动(Part. 2)   | 4                         | 马来西亚 · 印度尼西亞 · 新加坡 · 菲律賓                                                   |
| 2023年5月6日 - 2023年5月27日                                                   | 星期六 21:20 | 我们爱过的一切            | 8                         | 马来西亚 · 印度尼西亞 · 新加坡 · 菲律賓                                                   |
| 2023年5月30日 - 2023年7月19日                                                  | 星期二、三 21:20                                                                                                   | 有益的诈欺                | 16                        | 马来西亚 · 印度尼西亞 · 新加坡 · 菲律賓                                                   |
| 2023年5月31日 - 2023年6月28日                                                  | 星期三 20:05 | 清潭国际高等学校          | 10                        | 马来西亚 · 印度尼西亞 · 新加坡 · 菲律賓                                                   |
| 2023年7月21日 - 2023年8月25日                                                  | 星期五 22:35 | 兄弟大富翁杜拜篇          | 8                         | 香港 · 臺灣 · 马来西亚 · 新加坡 · 印度尼西亞 · 菲律賓 · 緬甸 · 泰國 · 柬埔寨 · 斯里蘭卡   |
| 2023年8月12日- 2023年9月16日                                                   | 星期六 21:20 | 残酷的实习生              | 12                        | 马来西亚 · 印度尼西亞                                                                     |
| 2023年12月2日 - 2023年12月4日(Part. 1) 2023年12月9日 - 2023年12月10日(Part. 2) | 星期六至一 21:20(Part.1) 星期六、日 21:20(Part.2)                                                                  | 运气好的日子              | 10                        | 马来西亚 · 印度尼西亞 · 新加坡 · 菲律賓                                                   |
| 2023年12月31日 - 2024年2月                                                     | 星期日、一 21:20                                                                                                   | 我的Happy End             | 16                        | 马来西亚 · 印度尼西亞 · 新加坡 · 菲律賓                                                   |
| 2024年1月5日 - 2024年2月16日                                                   | 星期五 20:05 | 罗罗旅行团 - SEVENTEEN 篇 | 6                         | 马来西亚 · 印度尼西亞 · 新加坡 · 菲律賓 · 香港 · 臺灣 · 緬甸 · 馬爾地夫                   |
| 2024年2月29日 - 2024年3月21日                                                  | 星期四 22:35 | 金字塔游戏                | 10                        | 马来西亚 · 印度尼西亞 · 新加坡 · 菲律賓                                                   |
| 2024年6月1日 - 2024年6月29日                                                   | 星期六 21:20 | 我夢想成為灰姑娘          | 10                        | 马来西亚 · 印度尼西亞 · 新加坡 · 菲律賓                                                   |
| 2024年6月4日 - 2024年7月10日                                                   | 星期二、三 21:20                                                                                                   | 玩家2                     | 12                        | 马来西亚 · 印度尼西亞 · 新加坡 · 菲律賓                                                   |
| 2024年7月7日 - 2024年8月12日                                                   | 星期日、一 21:20                                                                                                   | 监察                      | 12                        | 马来西亚 · 印度尼西亞 · 新加坡 · 菲律賓                                                   |
| 2024年8月29日(Part.1) 2024年9月12日(Part.2)                                    | 星期四 22:35 | 于氏王后                  | 8                         | 马来西亚 · 印度尼西亞 · 新加坡 · 菲律賓                                                   |
| 2024年10月10日 - 2024年11月8日                                                 | 星期四、五 20:20                                                                                                   | 或好或坏的东载            | 10                        | 马来西亚 · 印度尼西亞 · 新加坡 · 菲律賓                                                   |
| 2025年1月7日 - 2025年2月12日                                                   | 星期二、三 21:20                                                                                                   | 元敬                      | 12                        | 马来西亚 · 印度尼西亞 · 新加坡 · 菲律賓                                                   |
| 2025年2月16日- 2025年4月13日                                                   | 星期日 22:50 | Good Day                  | 8                         | 新加坡 · 马来西亚                                                                         |
| 2025年2月18日 - 2025年3月26日                                                  | 星期二、三 21:20                                                                                                   | 那家伙是黑炎龙            | 12                        | 马来西亚 · 印度尼西亞 · 新加坡 · 菲律賓                                                   |
| 2025年3月25日 - 2025年4月23日                                                  | 星期二、三 20:20(第1 -2集) 21:35(第3 - 10集)                                                                       | 许食堂                    | 10                        | 马来西亚 · 印度尼西亞 · 新加坡 · 菲律賓                                                   |
| 2025年5月13日 - 2025年6月18日                                                  | 星期二、三 21:20                                                                                                   | 戒酒吧拜托了              | 12                        | 马来西亚 · 印度尼西亞 · 新加坡 · 菲律賓                                                   |
| 2025年7月3日 - 2025年8月1日                                                    | 星期四、五 20:35                                                                                                   | 清潭国际高等学校2         | 10                        | 马来西亚 · 印度尼西亞 · 新加坡 · 菲律賓                                                   |
| 2025年7月6日 - 2025年8月11日                                                   | 星期日、一 21:20                                                                                                   | 瑞草洞                    | 12                        | 马来西亚 · 印度尼西亞 · 新加坡 · 菲律賓                                                   |
| 2025年9月16日 - 2025年10月22日                                                 | 星期二、三 21:20                                                                                                   | 申社長計畫                | 12                        | 马来西亚 · 印度尼西亞 · 新加坡 · 菲律賓                                                   |

## tvN Asia新劇搜羅2020
- 《Black》 （曾經於新加坡和馬來西亞播出）
- 《壞傢伙們：惡的都市》
- 《金秘書為何那樣》
- 《Mistresses》
- 《机智牢房生活》
- 《Voice2》
- 《認識的妻子》
- 《女神降臨 (電視劇)》

- 《從天而降的一億顆星》
- 《和遊記》
- 《Nine Room》
- 《她愛上了我的謊》
- 《小神的孩子們》 （尚未播出）
- 《內向的老闆》
- 《一起吃飯吧3：Begins》
- 《致忘了詩的你》
- 《Cross》
- 《想暫停的瞬間：About Time》
- 《Live》
- 《武法律師》
- 《頂級巨星柳白》

## 相關公司
- Mnet Media
- CJ E&M
- tvN
- 福斯國際電視網
- 國家地理頻道

## 外部連結
- 官方網站（页面存档备份，存于）
- TvN Asia的Facebook專頁
- TvN Asia的Instagram帳戶
- YouTube上的tvN Asia頻道